# سیارک ۱۵۹۸۶۵
سیارک ۱۵۹۸۶۵ (به انگلیسی: 159865 Silvialonso، نامگذاری:2004PX66) صد و پنجاه و نه هزار و هشتصد و شصت و پنجمین سیارک کشف شده‌است که در ۱۲ اوت ۲۰۰۴ کشف شد.